# 遂城镇 (保定市)
遂城镇，是中华人民共和国河北省保定市徐水区下辖的一个乡镇级行政单位。

## 行政区划
遂城镇下辖以下地区：
遂城村、谢坊营村、谢坊村、石桥村、付村、巩固庄村、东关村、城北村、城北庄村、张华村、城西村、北马营村、牛辛庄村、曹各庄村、大庞村、小庞村、冯家町村、永合庄村、大次良村、小次良村、广门村、广门营村、文村、栗元庄村、曲城村、大赤鲁村、小赤鲁村、大马各庄村、小马各庄村、躲水庄村和王坎庄村。